# 格拉茨州政厅

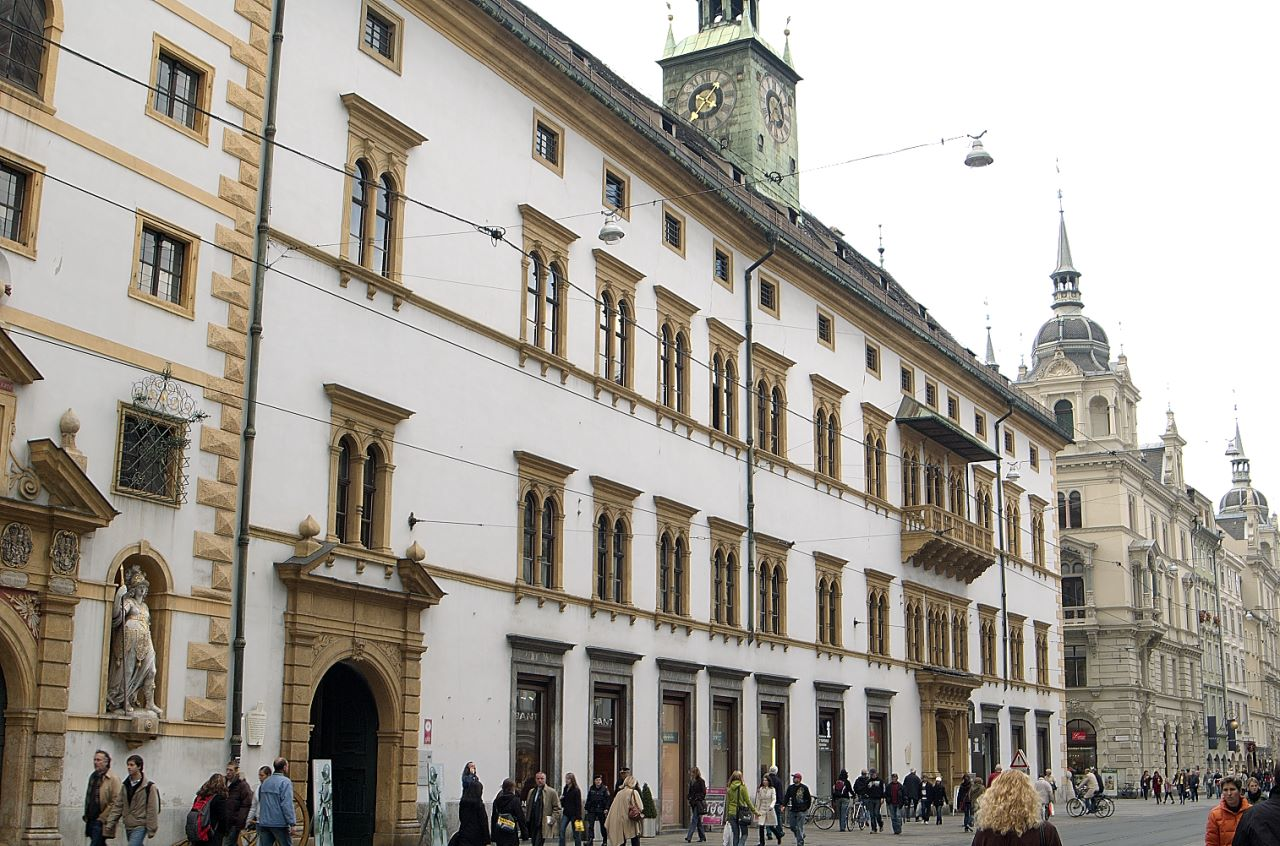
绅士街上的格拉茨州政厅立面

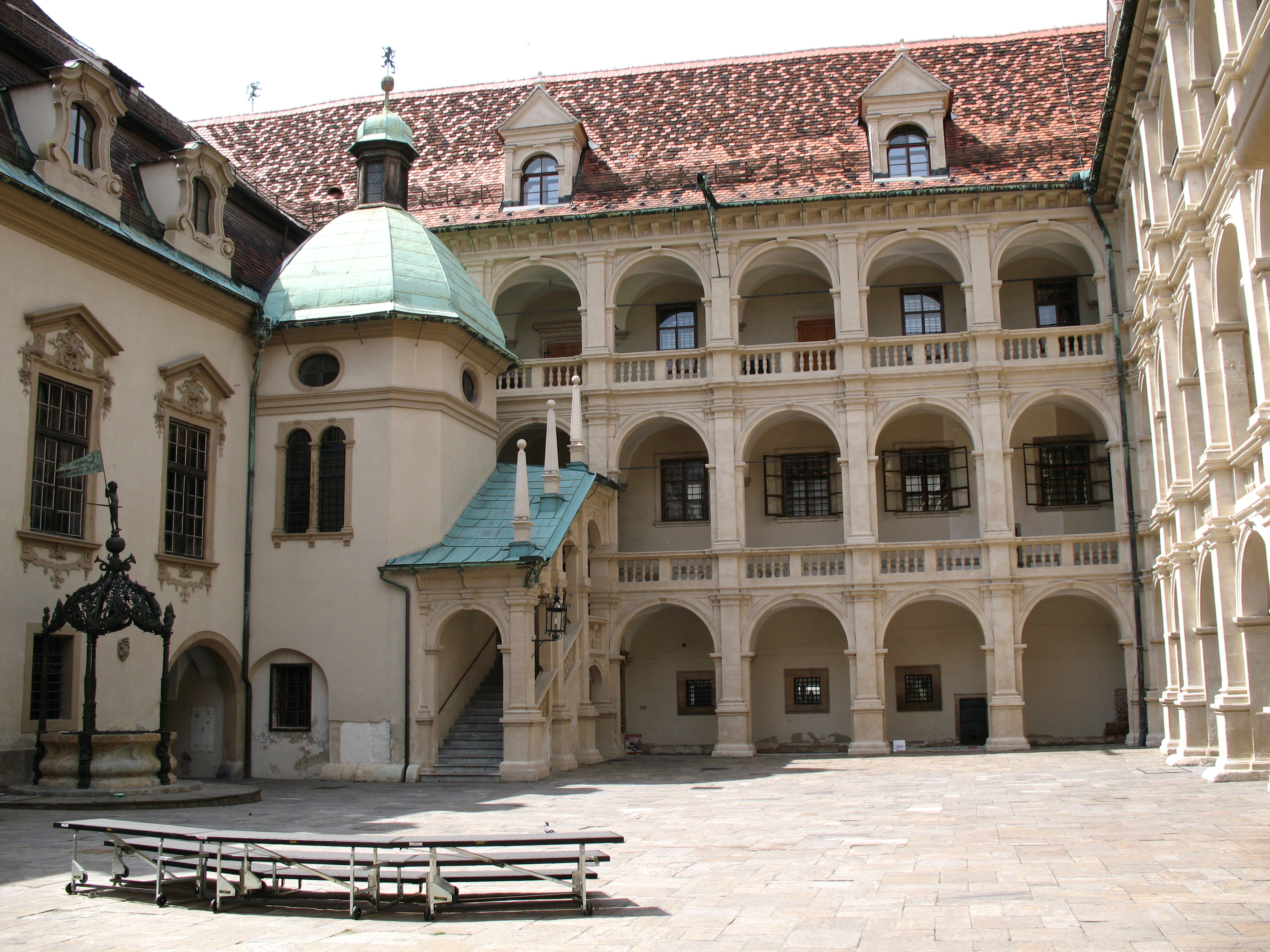
州政厅庭院

格拉茨州政厅（Grazer Landhaus）位于奥地利格拉茨市中心的绅士街（Herrengasse），主要部分建于1557年至1565年，是该市的第一座文艺复兴建筑，由建筑师Domenico dell’Allio 设计。这是欧洲中部最重要的文艺复兴建筑之一。特点是华丽的拱形窗户，通风的柱廊和三层楼的庭院。
1960年2月，奥地利邮政发行了绘有格拉茨州政厅的6先令邮票。